# Verwaltungsgliederung der Volksrepublik China
Die Volksrepublik China ist administrativ und politisch in sechs Hauptebenen gegliedert:
- Die nationale Ebene bezieht sich im Verständnis der Volksrepublik auf ganz China; nach diesem Verständnis ist Taiwan mitumfasst.
- Die Provinzebene umfasst die wichtigsten und auch außerhalb Chinas bekanntesten Verwaltungsgliederungen. In Provinzen ist China schon seit vielen Jahrhunderten gegliedert.
- Die Bezirksebene hat seit Beginn der Reform- und Öffnungspolitik 1981 immer mehr an Bedeutung und vor allem Selbständigkeit gewonnen.
- Die Kreisebene gehört, wie die Provinzebene, zu den ältesten administrativen Gliederungen Chinas.
- Die Gemeindeebene ist seit den 1980er Jahren einer umfassenden Verwaltungsreform unterzogen worden, die teilweise noch bis heute anhält. Sie soll – wie auf Bezirksebene – den im Rahmen der Wirtschaftsreformen gewachsenen Anforderungen an lokaler Entscheidungskompetenz gerecht werden.
- Die Dorfebene ist die Ebene der direkten Kontaktzone zwischen Staat und Bürger und deswegen von großer Bedeutung für die Durchsetzung innenpolitischer Vorgaben.

Während die beiden obersten und die beiden untersten dieser sechs Ebenen an jedem Ort in China vertreten sind, fehlt an manchen Orten die Bezirks-, an anderen die Kreisebene. So ist zum Beispiel in den regierungsunmittelbaren Städten komplett, im Autonomen Gebiet Xinjiang, in der Provinz Hainan und in anderen Provinzen vereinzelt die Kreisebene direkt der Provinzebene unterstellt. Hingegen fehlt in einigen bezirksfreien Städten (Sansha, Zhongshan, Jiayuguan) die Kreisebene, d. h. die Gemeindeebene ist direkt der Bezirksebene unterstellt. Seit Herbst 2011 gibt es einen Fall (Xialu in Huangshi), bei dem die Kreisebene die Gemeindeebene aufgelöst und sich die Dorfebene direkt unterstellt hat. Im Juli 2014 kamen die vier Stadtbezirke Sanyas hinzu, bei deren Neugründung die Gemeindeebene ebenfalls aufgelöst wurde. Ob es sich dabei um Einzelfälle handelt, oder sich ein Trend ankündigt, wenigstens in den Stadtbezirken die Verwaltung neu zu strukturieren, kann noch nicht gesagt werden.
Die Bezeichnungen Bezirk, Kreis und Gemeinde sind nicht gleichzustellen mit jenen Begriffen der Verwaltungsgliederung der Bundesrepublik Deutschland. So ist z. B. die chinesische Ebene der Gemeinden der Größe und nicht Kompetenz nach dem deutschen Kreis (Gebiet) vergleichbar, sowie der chinesische Kreis dem deutschen Regierungsbezirk.

## Provinzebene
Verwaltungsgliederungen auf Provinzebene sind:
- die 22 Provinzen (省,  Shěng) – ohne Taiwan, das von der Volksrepublik ebenfalls als Provinz beansprucht wird. Die meisten Provinzen existieren in ihren Grenzen seit der Ming-Dynastie.
- die vier regierungsunmittelbaren Städte.
- die beiden Sonderverwaltungszonen. Diese sind seit 1982 in der Verfassung vorgesehen, wurden aber erst unter dem Prinzip Ein Land, zwei Systeme bei der Rückgabe von Hongkong und Macau eingerichtet.
- die fünf Autonomen Regionen. Diese bestanden als Provinz schon vor Errichtung der VR China und wurden für nationale Minderheiten in ihren traditionellen Siedlungsgebieten eingerichtet.

### Liste der Provinzen
| Name         | Kurzzeichen | Langzeichen | Pinyin       | Abkürzung        | Hauptstadt   | Fläche in km² | Bevölkerung (2020) |
| ------------ | ----------- | ----------- | ------------ | ---------------- | ------------ | ------------- | ------------------ |
| Anhui        | 安徽        | 安徽        | Ānhuī        | 皖 wǎn           | Hefei        | ca. 140.100   | 61.027.171         |
| Fujian       | 福建        | 福建        | Fújiàn       | 闽 mǐn           | Fuzhou       | ca. 124.000   | 41.540.086         |
| Gansu        | 甘肃        | 甘肅        | Gānsù        | 甘 gān, 陇 lǒng  | Lanzhou      | ca. 425.900   | 25.019.831         |
| Guangdong    | 广东        | 廣東        | Guǎngdōng    | 粤 yuè           | Guangzhou    | ca. 179.700   | 126.012.510        |
| Guizhou      | 贵州        | 貴州        | Guìzhōu      | 黔 qián, 贵 guì  | Guiyang      | ca. 176.000   | 38.562.148         |
| Hainan       | 海南        | 海南        | Hǎinán       | 琼 qióng         | Haikou       | ca. 35.400    | 10.081.232         |
| Hebei        | 河北        | 河北        | Héběi        | 冀 jì            | Shijiazhuang | ca. 188.800   | 74.610.235         |
| Heilongjiang | 黑龙江      | 黑龍江      | Hēilóngjiāng | 黑 hēi           | Harbin       | ca. 473.000   | 31.850.088         |
| Henan        | 河南        | 河南        | Hénán        | 豫 yù            | Zhengzhou    | ca. 167.000   | 99.365.519         |
| Hubei        | 湖北        | 湖北        | Húběi        | 鄂 è             | Wuhan        | ca. 185.900   | 57.752.557         |
| Hunan        | 湖南        | 湖南        | Hú'nán       | 湘 xiāng         | Changsha     | ca. 211.800   | 66.444.864         |
| Jiangsu      | 江苏        | 江蘇        | Jiāngsū      | 苏 sū            | Nanjing      | ca. 107.200   | 84.748.016         |
| Jiangxi      | 江西        | 江西        | Jiāngxī      | 赣 gàn           | Nanchang     | ca. 166.900   | 45.188.635         |
| Jilin        | 吉林        | 吉林        | Jílín        | 吉 jí            | Changchun    | ca. 187.400   | 24.073.453         |
| Liaoning     | 辽宁        | 遼寧        | Liáoníng     | 辽 liáo          | Shenyang     | ca. 148.700   | 42.591.407         |
| Qinghai      | 青海        | 青海        | Qīnghǎi      | 青 qīng          | Xining       | ca. 720.000   | 5.923.957          |
| Shaanxi      | 陕西        | 陝西        | Shǎnxī       | 陕 shǎn, 秦 qín  | Xi’an        | ca. 205.600   | 39.528.999         |
| Shandong     | 山东        | 山東        | Shāndōng     | 鲁 lǔ            | Jinan        | ca. 154.300   | 101.527.453        |
| Shanxi       | 山西        | 山西        | Shānxī       | 晋 jìn           | Taiyuan      | ca. 156.700   | 34.915.616         |
| Sichuan      | 四川        | 四川        | Sìchuān      | 川 chuān, 蜀 shǔ | Chengdu      | ca. 486.000   | 83.674.866         |
| Yunnan       | 云南        | 雲南        | Yúnnán       | 滇 diān, 云 yún  | Kunming      | ca. 394.100   | 47.209.277         |
| Zhejiang     | 浙江        | 浙江        | Zhèjiāng     | 浙 zhè           | Hangzhou     | ca. 105.500   | 64.567.588         |

### Umstrittener Status Taiwans
Seit ihrer Gründung 1949 betrachtet die Volksrepublik China die Insel Taiwan als ihre 23. Provinz.
Die Republik China auf Taiwan kontrolliert die Insel Taiwan, den Kreis Jinmen und eine Gemeinde des Kreises Lianjiang der Provinz Fujian. Historisch erhob die Republik China auf Taiwan Ansprüche auf das gesamte Gebiet der Volksrepublik China, inklusive Tibets, die Äußere Mongolei (den heutigen Staat Mongolei), Urjanchai (die heutige Republik Tuwa (Russland)) und weitere Gebiete jenseits der heutigen Grenzen Chinas. Dieser Anspruch wurde 1991 von Präsident Lee Teng-hui aufgegeben. Dies wurde jedoch von der Nationalversammlung der Republik China nicht ratifiziert.
In Taiwan gedruckte Karten stellen die Provinzgrenzen häufig so dar, wie sie 1949 gezogen waren, und ignorieren damit die seit 1949 durch die Volksrepublik China vorgenommenen Änderungen einiger Provinzgrenzen.

### Liste der Autonomen Gebiete
| Name            | Kurzzeichen | Langzeichen | Pinyin     | Abkürzung | Hauptstadt | Fläche in km² | Bevölkerung (2020) |
| --------------- | ----------- | ----------- | ---------- | --------- | ---------- | ------------- | ------------------ |
| Guangxi         | 广西        | 廣西        | Guǎngxī    | 桂 guì    | Nanning    | ca. 237.600   | 50.126.804         |
| Innere Mongolei | 内蒙古      | 内蒙古      | Nèi Měnggǔ | 蒙 měng   | Hohhot     | ca. 1.183.000 | 24.049.155         |
| Ningxia         | 宁夏        | 寧夏        | Níngxià    | 宁 níng   | Yinchuan   | ca. 66.400    | 7.202.654          |
| Xinjiang        | 新疆        | 新疆        | Xīnjiāng   | 新 xīn    | Ürümqi     | ca. 1.664.900 | 25.852.345         |
| Tibet           | 西藏        | 西藏        | Xīzàng     | 藏 zàng   | Lhasa      | ca. 1.228.400 | 3.648.100          |

### Liste der Regierungsunmittelbaren Städte
| Name      | Kurzzeichen | Langzeichen | Pinyin    | Abkürzung | Fläche in km² | Bevölkerung (2020) |
| --------- | ----------- | ----------- | --------- | --------- | ------------- | ------------------ |
| Peking    | 北京        | 北京        | Běijīng   | 京 jīng   | 16.410        | 21.893.095         |
| Chongqing | 重庆        | 重慶        | Chóngqìng | 渝 yú     | ca. 82.400    | 32.054.159         |
| Shanghai  | 上海        | 上海        | Shànghǎi  | 沪 hù     | 6.340,5       | 26.875.500         |
| Tianjin   | 天津        | 天津        | Tiānjīn   | 津 jīn    | 11.966,45     | 13.866.009         |

Die Bezeichnung „regierungsunmittelbar“ meint, dass diese Städte – so wie Provinzen – direkt der zentralen Regierung Chinas unterstellt sind.

### Liste der Sonderverwaltungszonen
| Name     | Kurzzeichen | Langzeichen | Pinyin    | Abkürzung | Fläche km² | Bevölkerung |
| -------- | ----------- | ----------- | --------- | --------- | ---------- | ----------- |
| Hongkong | 香港        | 香港        | Xiānggǎng | 港 gǎng   | 1.114,57   | 7.498.100   |
| Macau    | 澳门        | 澳門        | Àomén     | 澳 ào     | 33,3       | 683.100     |

### Abkürzungen
Die Abkürzungen lassen sich zu vier Gruppen zusammenfassen:
1. Ableitung vom aktuellen Namen (15)
2. Ableitung von einem historischen Namen (11)
3. Ableitung vom Namen eines charakteristischen Flusses (3)
4. zwei alternative Abkürzungen unterschiedlicher Ableitung (5)

## Hierarchie der Verwaltungseinheiten

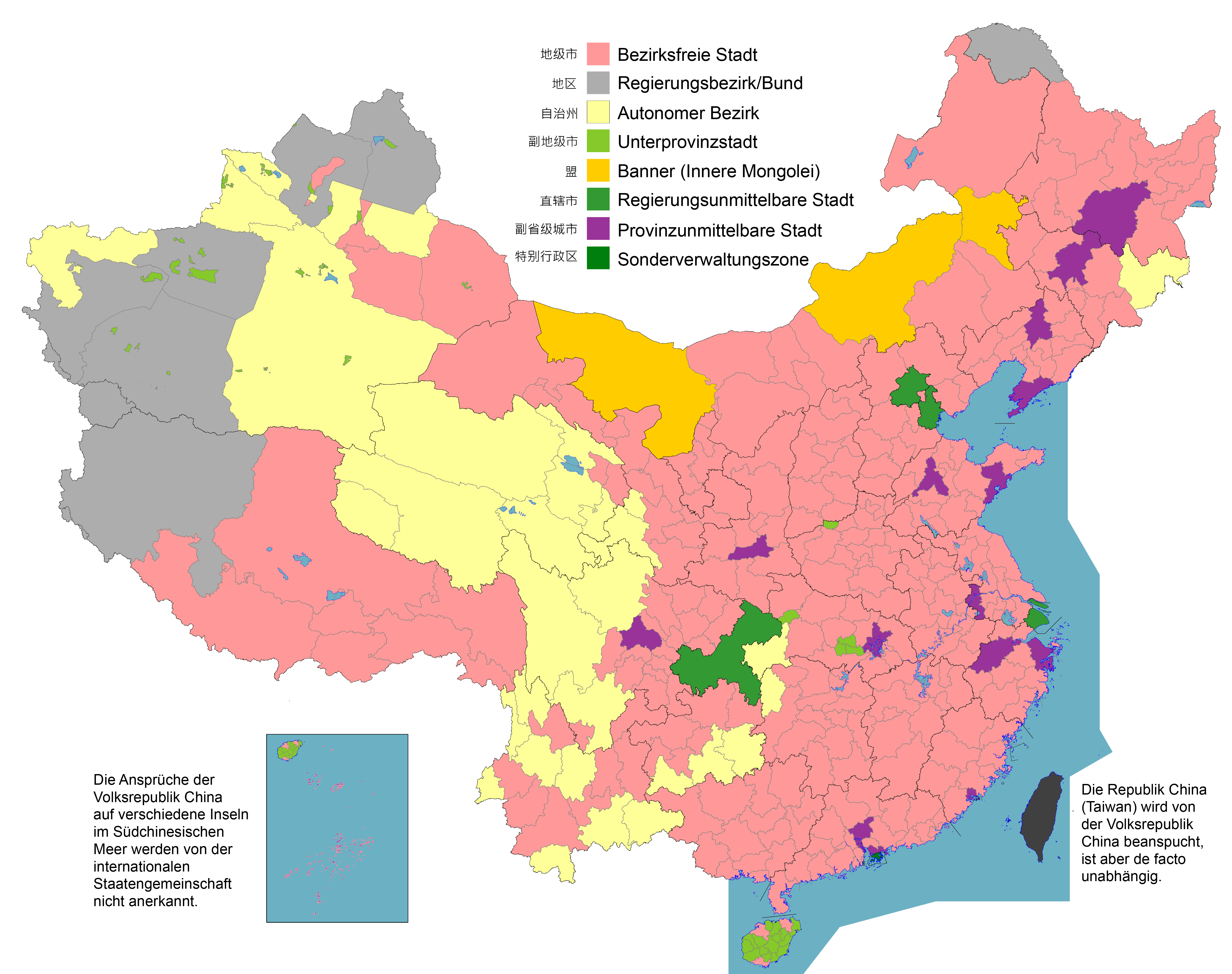
Verwaltungseinheiten der Volksrepublik China auf Provinz- und Bezirksebene:

In Klammer wird die Anzahl der Verwaltungseinheiten jeder Ebene in Taiwan angegeben. Die sonstigen Zahlen stellen die Verwaltungseinheiten Chinas ohne Taiwan dar.

### Provinzebene
33 Verwaltungseinheiten (+ Taiwan):
- 22 Provinzen (省,  shěng, zusätzlich wird Taiwan als 23. Provinz beansprucht);
- 5 Autonome Regionen (自治區 / 自治区,  zìzhìqū);
- 4 regierungsunmittelbare Städte (直轄市 / 直辖市,  zhíxiáshì);
- 2 Sonderverwaltungszonen (特別行政區 / 特别行政区,  tèbié xíngzhèngqū).

### Bezirksebene
333 Verwaltungseinheiten (2021) (in Taiwan wurde die Bezirksebene abgeschafft):
- 293 Städte auf Bezirksebene (地級市 / 地级市,  dìjíshì), inkl. 15 Unterprovinzstädte (副省級城市 / 副省级城市,  fù shěngjí chéngshì). Das Verwaltungsgebiet der Städte auf Bezirksebene umfasst sowohl das urbane Stadtgebiet als auch die umliegende Großregion. Aus diesem Grund unterstehen ihnen neben Stadtbezirken auch Kreise und kreisfreie Städte.
- 30 Autonome Bezirke (自治州,  zìzhìzhōu);
- 7 Regierungsbezirke (地區 / 地区,  dìqū);
- Drei Bünde (Aimag), auch „Ligen“ genannt (mongolisch ᠠᠶᠢᠮᠠᠭ ayimaɣ [æːmɑ̆ɡ̊], kyrillisch аймаг, 盟,  méng); Bünde gibt es nur im Autonomen Gebiet Innere Mongolei.

### Kreisebene
2.843 Verwaltungseinheiten (2021) (+22 in Taiwan):
- 1.301 Kreise (縣 / 县,  xiàn);
- 977 Stadtbezirke (市轄區 / 市辖区,  shìxiáqū);
- 394 kreisfreie Städte (縣級市 / 县级市,  xiànjíshì);
- 117 autonome Kreise (自治縣 / 自治县,  zìzhìxiàn);
- 49 Banner (mongolisch ᠬᠣᠰᠢᠭᠤ qosiγu, 旗,  qí); nur im Autonomen Gebiet Innere Mongolei;
- (Vier Unterbezirke (區 / 区,  qū); Sonderfall des Regierungsbezirks Großes Hinggan-Gebirge in der Provinz Heilongjiang);
- Drei autonome Banner (自治旗,  zìzhìqí); nur im Autonomen Gebiet Innere Mongolei.
- (Drei Verwaltungskomitees (行政委員會 / 行政委员会,  xíngzhèng wěiyuán huì); Sonderfall im Autonomen Bezirk Haixi der Mongolen und Tibeter in der Provinz Qinghai);
- Ein Sondergebiet (特區 / 特区,  tèqū) in der Provinz Guizhou;
- Ein Waldgebiet (林區 / 林区,  línqū) in der Provinz Hubei.

### Gemeindeebene
38.556 Verwaltungseinheiten (2021) (+368 in Taiwan):
- 21.322 Ortschaften (鎭 / 镇,  zhèn).
- 7.197 Gemeinden (鄕 / 乡,  xiāng).
- 8.925 Straßenviertel (街道,  jiēdào).
- 957 Nationalitätengemeinden (民族鄉 / 民族乡,  mínzúxiāng).
- 153 Sum (mongolisch ᠰᠤᠮᠤ kyrillisch Сум, 蘇木 / 苏木,  sūmù); nur im Autonomen Gebiet Innere Mongolei.
- (Drei hypothetische Großgemeinden 虛擬鎭 / 虚拟镇,  xūnǐzhèn Sonderfall, nur in der Provinz Hainan).
- Zwei Amtsgebietsstellen (區公所 / 区公所,  qūgōngsuǒ).
- Ein Nationalitäten-Sum (民族蘇木 / 民族苏木,  mínzú sūmù); nur im Autonomen Gebiet Innere Mongolei.

### Dorfebene
Die Verwaltungseinheiten unter Gemeindeebene setzen sich in urbanen Gebieten aus Einwohnergemeinschaften (社區 / 社区,  shèqū), in ländlichen Gebieten aus Dörfern (村,  cūn) zusammen. Hinzu kommen in Teilen der Inneren Mongolei, vor allem im von der Weideviehwirtschaft geprägten Grasland, die Gaqaa (嘎查,  gāchá), „Dörfer“ der Viehhirten.
Im Sinne politischer Repräsentation und Macht ist die Dorfebene ohne große Bedeutung, organisatorisch jedoch von sehr großer. Die Durchführung der auf höheren Ebenen beschlossenen Politik, die Postverteilung, die Volkszählungen (alle zehn Jahre) wären ohne die gut organisierte Dorfebene, die klar festgelegte Grenzen (wie die höheren administrativen Einheiten) und jeweils einen verantwortlichen Vorsteher hat, nicht möglich. Politische Repräsentanz der Einwohnergemeinschaften sind die „Einwohnerkomitees“, gern auch als „Nachbarschaftskomitees“ (居民委員會 / 居民委员会,  jūmín wěiyuánhùi) bezeichnet, die der Dörfer die „Dorfkomitees“ (村民委員會 / 村民委员会,  cūnmín wěiyuánhùi).
Eine genaue Zahl der Verwaltungseinheiten auf Dorfebene anzugeben ist schwierig, da diese sich durch die fortschreitende Verwaltungsreform Chinas ständig ändert. Mit Stand Ende 2021 lag diese bei etwas über 600.000 (116.517 Einwohnergemeinschaften, 490.058 Dorfkomitees).

## Historische Entwicklung der Provinzeinteilung seit 1949
Seit 1949 wurden mehrere Provinzgrenzen neu adjustiert. Dies betraf vor allem Provinzen der äußeren Randgebiete (Mandschurei, Innere Mongolei und angrenzende Gebiete). Die Kernprovinzen des „eigentlichen Chinas“ blieben ab 1952 weitgehend unverändert.

1949
1950
1952
1954
1955
1956
1968
1979

## Frühere aufgelöste Provinzen
| Lage | Provinz                    | Zeichen (Pinyin)                                   | Abk.         | heutige Zugehörigkeit |
| ---- | -------------------------- | -------------------------------------------------- | ------------ | --- |
|      | Andong                     | 安東 / 安东 Āndōng                                 | –            | heute Teil Liaonings und Jilins |
|      | Chahar                     | 察哈爾 / 察哈尔 Cháhāěr                            | 察 / 察 Chá  | heute Teil der Inneren Mongolei |
|      | Fengtian (davor Shengjing) | 奉天 / 奉天 Fèngtiān (davor 盛京 / 盛京 Shengjing) | 奉 / 奉 Fèng | heute Teil Liaonings - ab 1653 (Qing-Dynastie) bis 1907: Shengjing (= Südliche Mandschurei) - 1907 bis 1929: Provinz Fengtian - 5. Feb. 1929 bis 1. März 1932: Liaoning - 1. März 1932 bis 18. Aug. 1945: Fengtian (Mandschukuo-Regime) - seit 1945: Liaoning |
|      | Hejiang                    | 合江 / 合江 Héjiāng                                | –            | heute Teil Heilongjiangs |
|      | Liaobei                    | 遼北 / 辽北 Liáoběi                                | –            | heute Teil der Inneren Mongolei |
|      | Rehe                       | 熱河 / 热河 Rèhé                                   | 熱 / 热 Rè   | heute weitgehend Teil von Hebei |
|      | Songjiang                  | 松江 / 松江 Sōngjiāng                              | –            | heute Teil Heilongjiangs |
|      | Suiyuan                    | 綏遠 / 绥远 Suīyuǎn                                | 綏 / 绥 Suī  | heute Teil der Inneren Mongolei |
|      | Xikang                     | 西康 / 西康 Xīkāng                                 | 康 / 康 Kāng | Die westliche Hälfte gehört heute zu Tibet, die östliche Hälfte zu Sichuan. |
|      | Xing’an                    | 興安 / 兴安 Xīng’ān                                | –            | heute Teil der Inneren Mongolei |